# Radicondoli
Radicondoli är en ort och kommun i provinsen Siena i regionen Toscana i Italien. Kommunen hade 922 invånare (2018).